# 菊地弘
菊地 弘（きくち ひろし、1932年4月7日 -2018年10月31日 ）は、日本近代文学研究者。

## 人物・来歴
東京生まれ。早稲田大学文学部国文科卒。跡見学園女子大学教授、2003年定年退任、名誉教授。

## 著書
- 『芥川龍之介 意識と方法』明治書院 1982
- 『有島武郎』審美社 1986
- 『芥川竜之介 表現と存在』明治書院 国文学研究叢書 1994
- 『小説家の風貌』審美社 2003

### 共編著
- 『芥川龍之介研究』久保田芳太郎,関口安義共編著 明治書院 1981
- 『芥川竜之介事典』久保田芳太郎, 関口安義共編著 明治書院 1985
- 『日本文学研究大成　芥川竜之介』編 国書刊行会 1994‐95
- 『芥川竜之介 <ことば>の仕組み 対照読解』田中実共編 蒼丘書林 1995